# Eikentrilzwam
De eikentrilzwam (Exidia glandulosa, synoniem: Exidia truncata) is een wijdverbreide schimmelsoort, die tot de familie Auriculariaceae behoort. Het is een saprofyt, die vooral op het dode hout van eiken voorkomt, maar ook groeit op dood hout van andere loofbomen.

## Eigenschappen

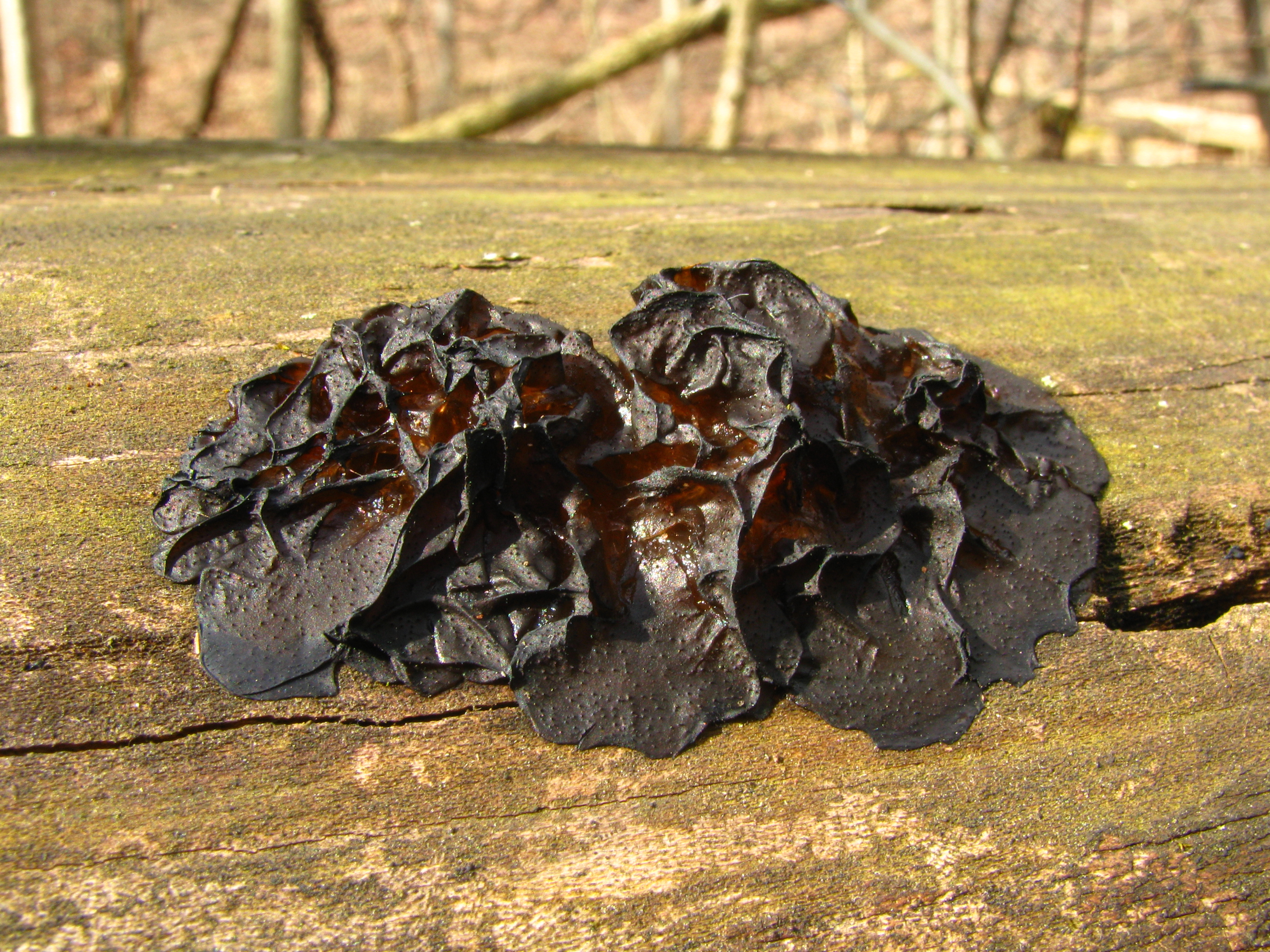
Ingedroogde, verschrompelde vruchtlichamen

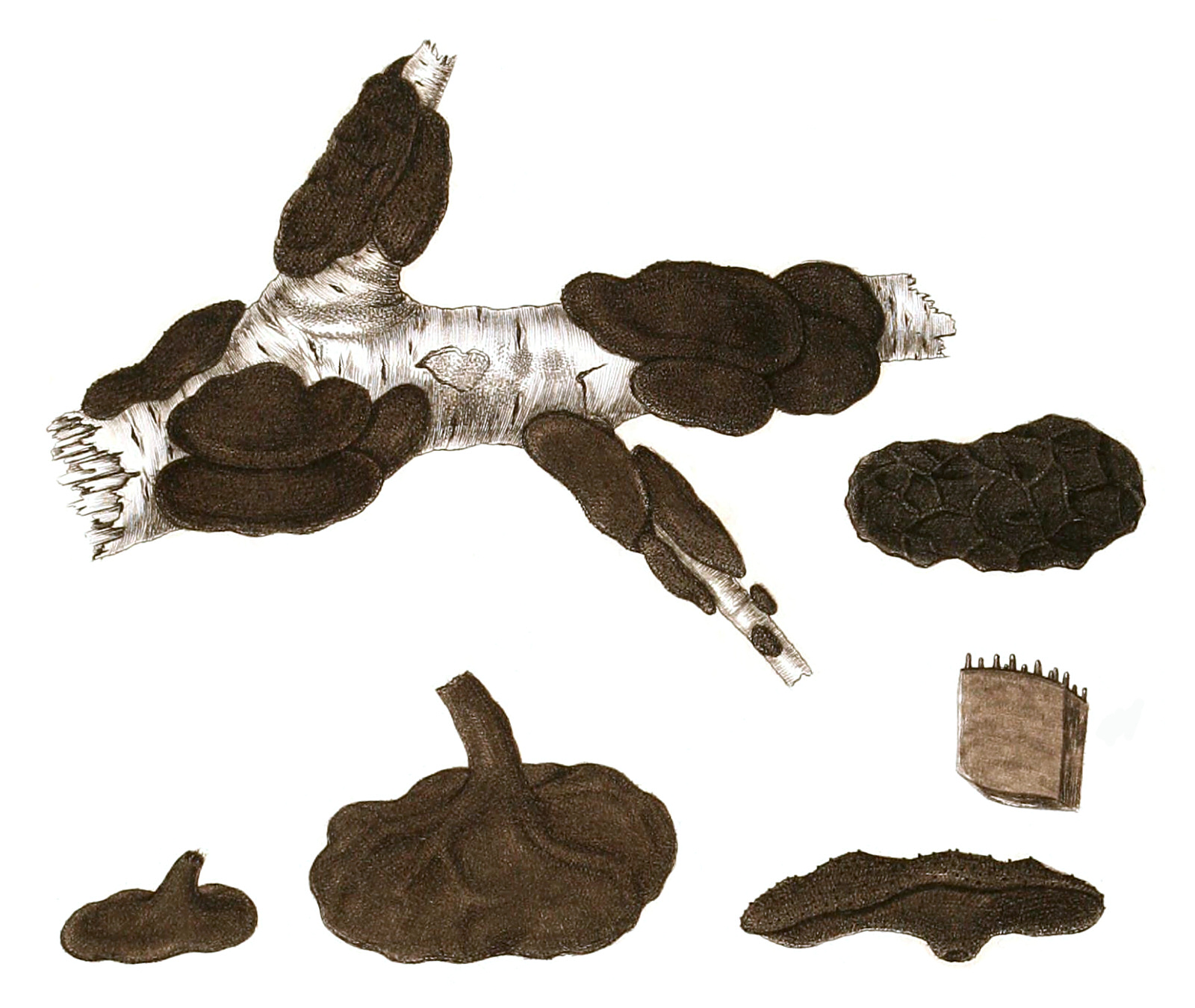
Afbeelding van de eikentrilzwam uit Jean Baptiste François Bulliards Herbier de la France IX (1789)

### Macroscopische eigenschappen
De 1–4 cm hoge, 2–4(–8) cm brede, zwarte vruchtlichamen groeien apart of in dicht op elkaar staande groepen. Van bovenaf gezien lijken ze door hun tot een steel toelopende basis op een draaitol. De oudere exemplaren zijn zwak gegroefd tot bekervormig verdiept en aan de randen golvig omgebogen. Op ingedroogde vruchtlichamen zijn de kegelvormige wratjes duidelijk te zien. Ingedroogd schrompelen de vruchtlichamen tot een 3 mm dikke, glanzende laag. Het weke vruchtlichaam is waterig olijf- tot bruinachtiggrauw. De spore-afdruk is wit.

### Microscopische eigenschappen
De kleurloze schimmeldraden hebben een doorsnede van 1,5–3(–4) µm en hebben gespen aan de septa. Op het vruchtlichaam zitten elliptische en 14–17 × 10–12 µm grote basidiën, waaraan 2 of 4 sporen komen. De cilindrische sterigmen (steeltjes) zijn 30–60 µm lang en 2–3 µm breed. De eveneens kleurloze sporen zijn cilindrisch en zijn 14–17(–23) × 4,5–6(–7) µm groot. Ze kunnen staafvormige secundaire sporen vormen, die 10–11 × 3,5–4,5 µm groot zijn. Daarnaast worden er 4–5 × 2 µm grote conidiën gevormd.

## Ecologie
De eikentrilzwam komt in alle loofbossen en gemengde bossen voor, vooral in beuken-, en Carpinus-eikenbossen. De eikentrilzwam kan het gehele jaar gezien worden op dode nog rechtopstaande bomen, op de bodem liggende stammen en takken. De vruchtlichamen breken meestal door de bast naar buiten, maar zijn soms ook te zien op ontschorst hout. De eikentrilzwam veroorzaakt witrot door de afbraak van cellulose, hemicellulose en lignine. De schimmel komt voornamelijk voor op eik, maar kan ook wel voorkomen op beuk, hazelaar en es.

## Verspreiding
De eikentrilzwam komt voor in de meridionale tot boreale gebieden van het holarctisch gebied en wel in de aan de oceaan grenzende en subcontinentale gebieden. De eikentrilzwam komt verspreidt voor in grote delen van Azië, waaronder China, Iran, Japan, Kaukasus, Korea, Pakistan, Siberië en Centraal-Azië. Op het Amerikaanse continent komt de schimmel in het noorden voor. Ook komt de schimmel in Nieuw-Zeeland en de Canarische eilanden voor. In Europa komt de eikentrilzwam overal voor tot in de Hebriden en Lapland.

## Taxonomie en naamgeving

### Naamgeving
Elias Magnus Fries publiceerde in 1822 de beschrijving van de schimmel onder de naam Exidia truncata en beschreef de zwarte trilzwam als Exidia glandulosa.
De naam Exidia glandulosa gebruikte Jean Baptiste François Bulliard echter reeds in 1789 voor de eikentrilzwam.
Deze oudere naam had eerst geen prioriteit, daar het „Systema Mycologicum“ het startpunt van de nomenclatuur was. Daarmee was de door Bulliards gegeven naam ongeldig en Fries diagnose als nieuwe beschrijving van de zwarte trilzwam (= E. glandulosa Fries 1822 : Fries 1822, non Bull.) geldig. Nadat het startpunt van de nomenclatuur naar voren was gehaald, was Bulliards naam in de zin van de originele auteur toepasbaar geworden, waardoor tegenwoordig de naam E. glandulosa ss. orig. voor de eikentrilzwam in het licht van de nomenclatuur correct is. Desondanks geven enkele auteurs aan het synoniem E. truncata de voorkeur om verwisselingen tussen beide interpretaties van E. glandulosa te vermijden.

### Verwantschappen
|  | \| \| Exidiopsis grisea \| \| \| \| \| \| Exidia thuretiana \| \| \| \| |
|  |                                                                         |
|  | Exidia saccharina                                                       |
|  |                                                                         |
|  | Exidiopsis grisea                                                       |
|  |                                                                         |
|  | Exidia thuretiana                                                       |
|  |                                                                         |

|  | Exidiopsis grisea |
|  |                   |
|  | Exidia thuretiana |
|  |                   |

|  | Exidia recisa                                          |
|  |                                                        |
|  | \| \| Exidia glandulosa (syn. E. truncata) \| \| \| \| |
|  |                                                        |
|  | Exidia glandulosa (syn. E. truncata)                   |
|  |                                                        |

|  | Exidia glandulosa (syn. E. truncata) |
|  |                                      |

|  | \| \| Exidiopsis grisea \| \| \| \| \| \| Exidia thuretiana \| \| \| \| |
|  |                                                                         |
|  | Exidia saccharina                                                       |
|  |                                                                         |
|  | Exidiopsis grisea                                                       |
|  |                                                                         |
|  | Exidia thuretiana                                                       |
|  |                                                                         |

|  | Exidiopsis grisea |
|  |                   |
|  | Exidia thuretiana |
|  |                   |

|  | Exidia recisa                                          |
|  |                                                        |
|  | \| \| Exidia glandulosa (syn. E. truncata) \| \| \| \| |
|  |                                                        |
|  | Exidia glandulosa (syn. E. truncata)                   |
|  |                                                        |

|  | Exidia glandulosa (syn. E. truncata) |
|  |                                      |

Cladogram: Verwantschapsdiagram van de eikentrilzwam
Het nauwst verwant is de eikentrilzwam met de toltrilzwam (Exidia recisa), die met alleenstaande, tamelijke bruine vruchtlichamen overwegend op dunne nog aan de boom vastzittende, dode wilgetakken te vinden is.

## Vergelijkbare soorten

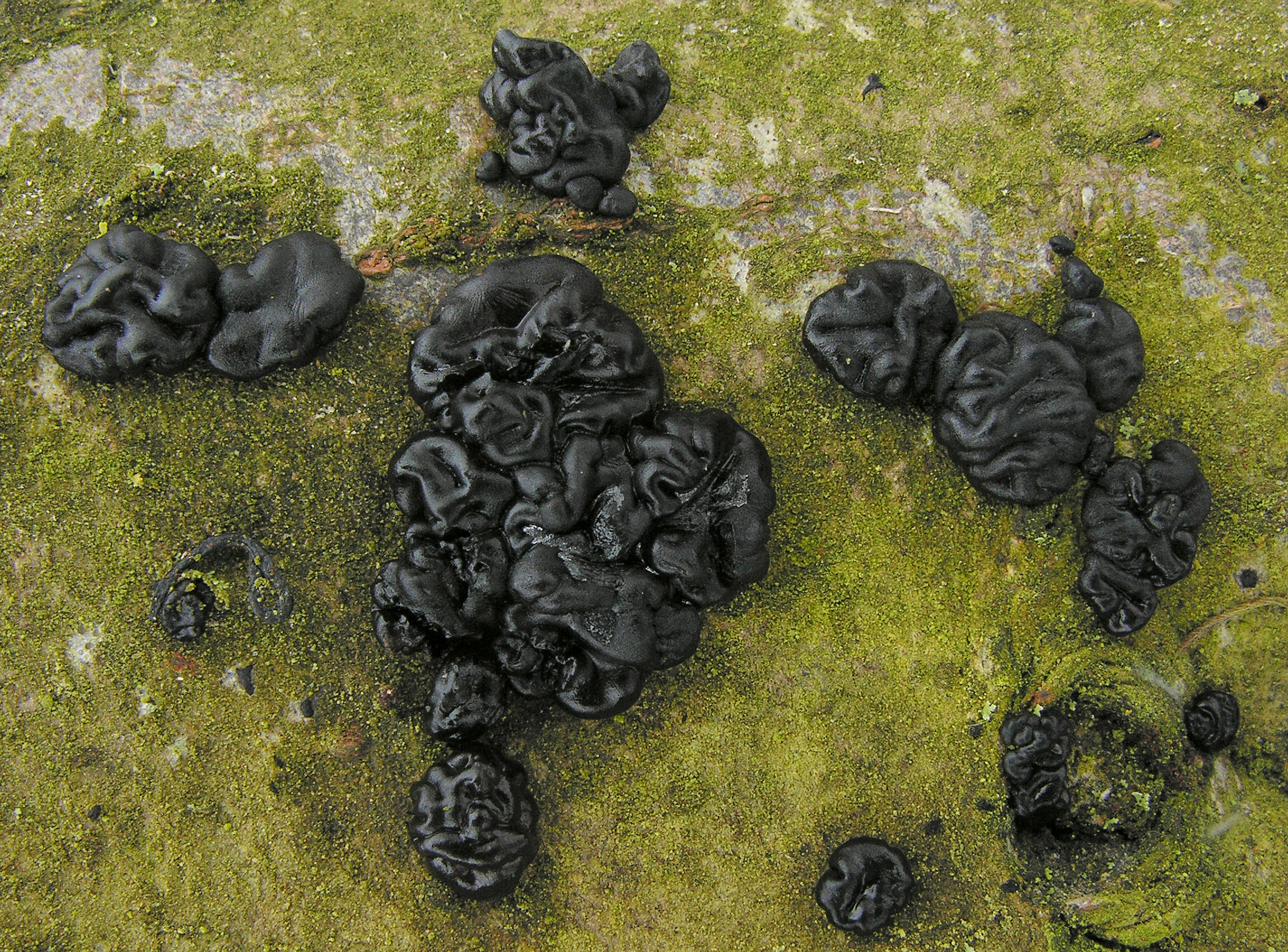
Exidia nigricans

### Exidia nigricans
De eikentrilzwam is qua uiterlijk en kleur bijna niet te onderscheiden van de zwarte trilzwam (Exidia nigricans). De vruchtlichamen van de zwarte trilzwam zijn echter dunner, zitten duidelijk breder op het hout en hebben slechts een smalle, naar het hout toegekeerde, steriele onderkant. De eikentrilzwam vormt meestal alleenstaande, puntvormige vruchtlichamen, terwijl bij de zwarte trilzwam de vruchtlichamen op latere leeftijd samenvloeien tot plakkaten. Ze zijn microscopisch niet te onderscheiden van elkaar, alleen door DNA-onderzoek.

### Exidia pythia
Exidia pythia is ook zwart en is volgens sommige auteurs slechts een variëteit van de zwarte trilzwam. Exidia pythia komt echter alleen op naaldhout voor en op de kleinere, vlakkere en gladdere vruchtlichamen zitten maar weinig wratjes.

### Bulgaria inquinans
De ascomyceet zwarte knoopzwam (Bulgaria inquinans) vormt vergelijkbare, gummieachtige-gelatineuze, zwarte vruchtlichamen op eik. Het oppervlak van deze schimmel is echter geheel glad. De spore-afdruk is zwart, niet wit zoals bij de eikentrilzwam. De vingers worden bij aanraking besmeurt met de zwarte sporen.